# Haplogrup mitocondrial humà L6
L'haplogrup mitocondrial humà L6 és un haplogrup humà que es distingeix per l'haplotip dels mitocondris.
És un haplogrup africà molt petit del que se n'han pogut trobar individus a Etiòpia.